# Labastide-Marnhac
Labastide-Marnhac (okzitanisch: La Bastida de Marnhac) ist eine französische Gemeinde im Département Lot in der Region Okzitanien (vor 2016: Midi-Pyrénées). Die 1.316 Einwohner (Stand: 1. Januar 2022) zählende Gemeinde gehört zum Arrondissement Cahors und zum Kanton Cahors-3.

## Geografie
Labastide-Marnhac liegt etwa sieben Kilometer südsüdwestlich vom Stadtzentrum von Cahors am südwestlichen Rand des Zentralmassivs und dem westlichen Rand der Cevennen. Umgeben wird Labastide-Marnhac von den Nachbargemeinden Trespoux-Rassiels im Norden und Nordwesten, Cahors im Norden und Nordosten, Le Montat im Osten, Pern-Lhospitalet im Südosten und Süden, Cézac im Südwesten sowie Villesèque im Westen.

## Bevölkerungsentwicklung
| 1962                       | 1968 | 1975 | 1982 | 1990 | 1999 | 2006 | 2018 |
| -------------------------- | ---- | ---- | ---- | ---- | ---- | ---- | ---- |
| 354                        | 310  | 427  | 557  | 691  | 844  | 931  | 1235 |
| Quellen: Cassini und INSEE |      |      |      |      |      |      |      |

## Sehenswürdigkeiten
- Dolmen Peyre Levade
- Burg Labastide-Marnhac aus dem 12. Jahrhundert
- Kirche der Unbefleckten Empfängnis (Immaculée Conception) aus dem 19. Jahrhundert
- Durch den Ort verläuft das Abschnitt Cahors – Montcuq des französischen Jakobswegs Via Podiensis.[1]

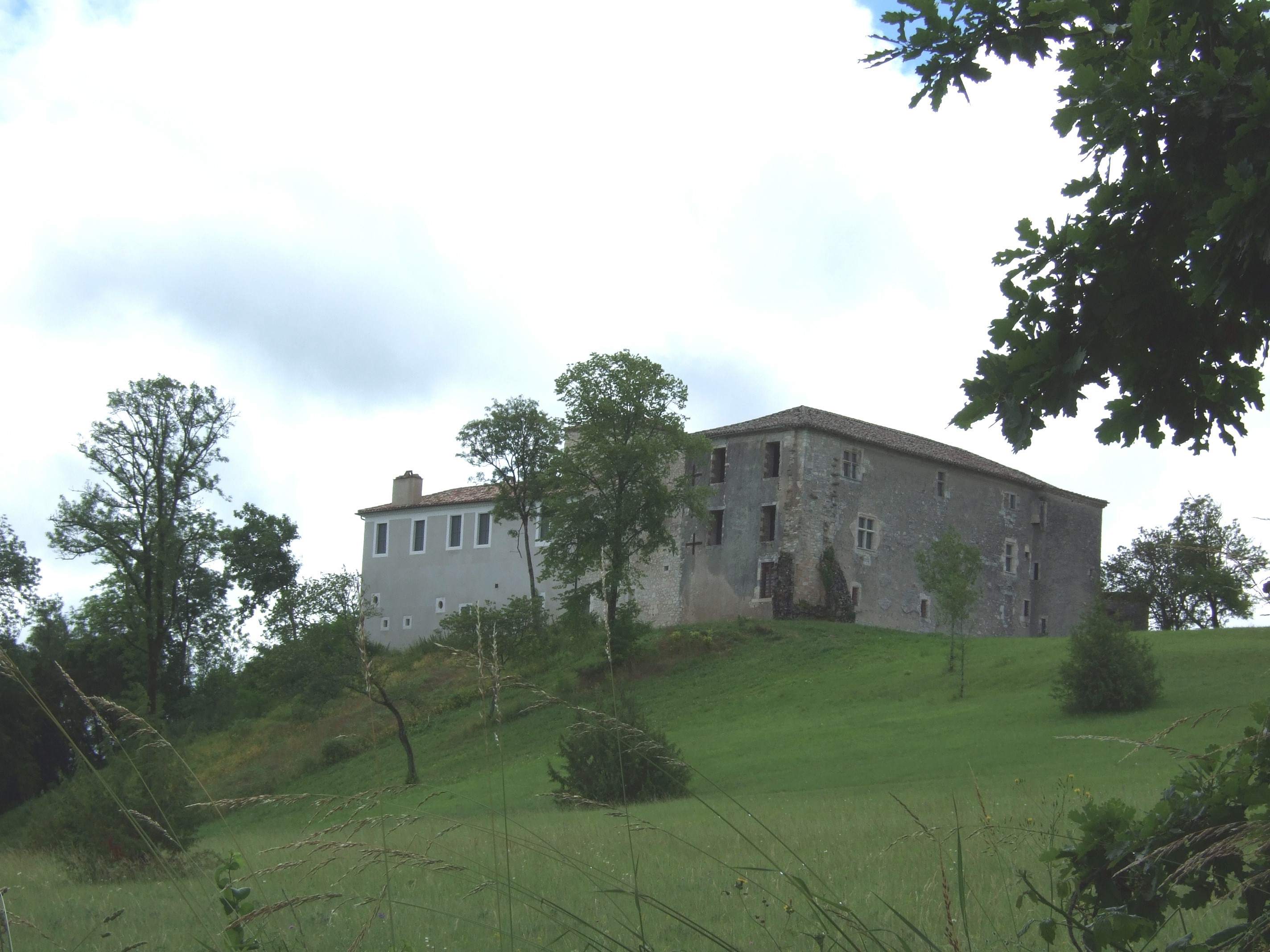
Burg Labastide-Marnhac
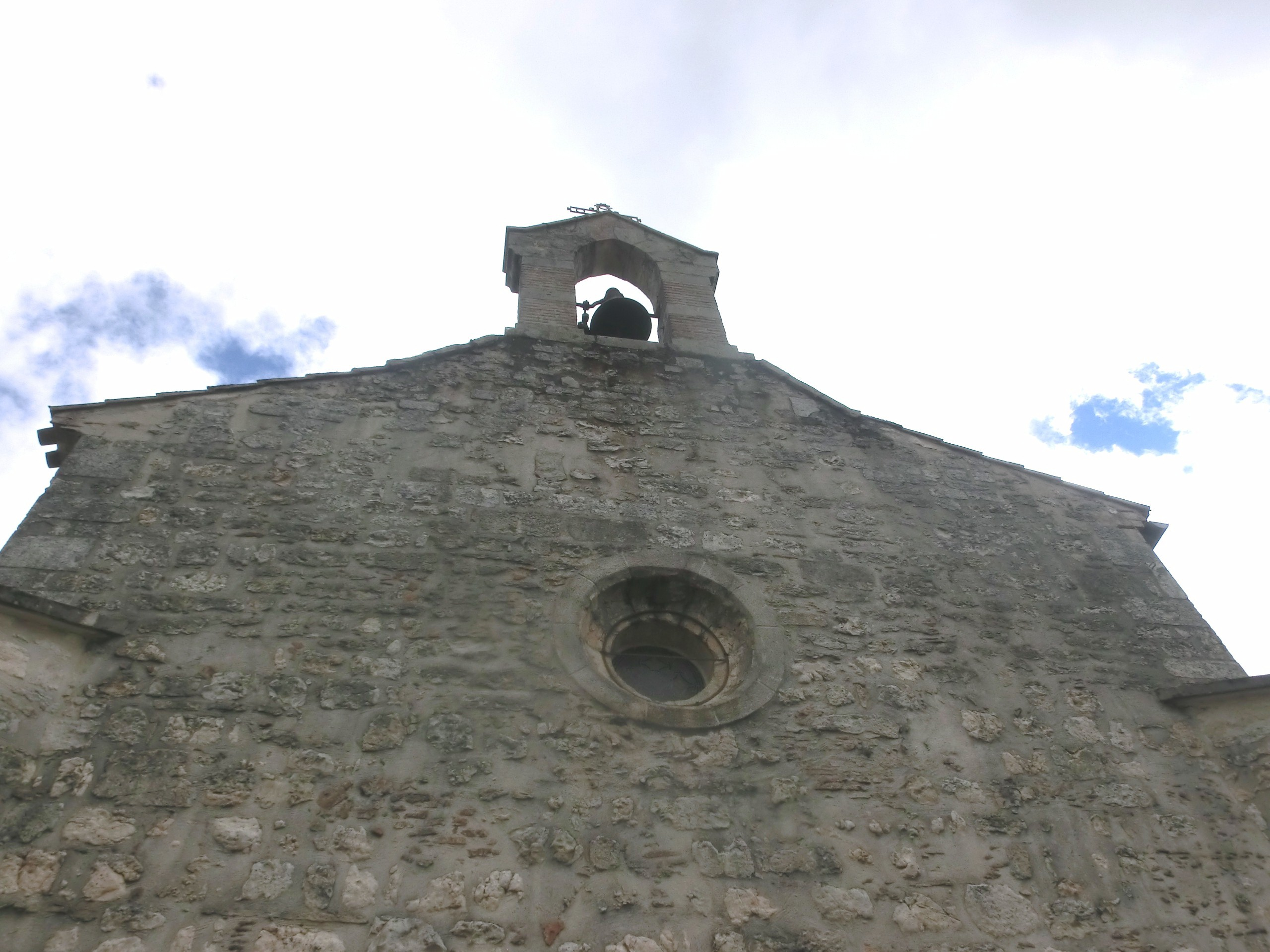
Kirche der Unbefleckten Empfängnis